# Rialto
Rialto là một đô thị ở tỉnh Savona ở vùng Liguria của Ý, có khoảng cách khoảng 60 km về phía tây nam của Genoa và khoảng 20 km về phía tây nam của Savona. Tại thời điểm ngày 31 tháng 12 năm 2004, đô thị này có dân số 570 người và diện tích là 19,9 km².
Rialto giáp các đô thị: Bormida, Calice Ligure, Calizzano, Magliolo, Osiglia, và Tovo San Giacomo.